# Jan Józef Meszczeryn
Jan Józef Meszczeryn herbu Pogoń tatarska – dworzanin pokojowy Jego Królewskiej Mości, cześnik smoleński w latach 1653–1657 i 1659–1670.
Był w kompucie obrońców Smoleńska w 1654 roku.